# Ribeirão Iporã
Ribeirão Iporã är ett vattendrag i Brasilien.   Det ligger i delstaten Paraná, i den södra delen av landet, 1 100 km sydväst om huvudstaden Brasília.
Omgivningarna runt Ribeirão Iporã är huvudsakligen savann. Runt Ribeirão Iporã är det ganska glesbefolkat, med 22 invånare per kvadratkilometer.